# Abena
Abena (aragonesisch Avena) ist ein spanischer Ort in den Pyrenäen in der Provinz Huesca der Autonomen Gemeinschaft Aragonien. Der Ort, der auf 876 Meter Höhe liegt, gehört zur Gemeinde Jaca. Abena zählte 13 Einwohner im Jahr 2020.

## Einwohnerentwicklung
1900   = 135
1910   = 141
1920   = 136
1930   = 121
1940   = 111
1950   = 110
1960   = 83
1970   = 60
1981   = 38
1991   = 27
2001   = 23
2011   = 21
2019   = 16
2020   = 1

## Sehenswürdigkeiten
- Pfarrkirche San Miguel Arcángel aus dem 18. Jahrhundert